# Billaea zimini
Billaea zimini är en tvåvingeart som beskrevs av Kolomiets 1966. Billaea zimini ingår i släktet Billaea och familjen parasitflugor. Inga underarter finns listade i Catalogue of Life.